# Sentmenat
Sentmenat – gmina w Hiszpanii, w prowincji Barcelona, w Katalonii, o powierzchni 28,3 km². W 2011 roku gmina liczyła 8521 mieszkańców.